# Дхолак
Дхолак је двоглави ручни бубањ, народни ударачки инструмент. Најчешће се користи у земљама као што су Индија, Пакистан, Бангладеш, Непал и Шри Ланка али се може наћи и међу индо–дијаспором у земљама као што су Гвајана, Суринам, Фиџи, Тринидад, Тобаго, Јужна Африка и Маурицијус. Користи се у разним класичним стиловима. Садржи две главе, једна служи за свирање високих, а друга за ниске тонове и тако омогућава њихову комбинацију. Обично је тело направљено од дрвета шишама или манга, већа глава од катрана, глине, песка и бивоље коже, а мања од козје. Мањи део се свира доминантном руком особе, док већи слабијом. Може се свирати на три начина: у крилу свирача, док стоји или док је наслоњен једним коленом док седи на поду.